# IC 1218
IC 1218 — галактика типу S? (спіральна галактика) у сузір'ї Дракон.
Цей об'єкт міститься в оригінальній редакції індексного каталогу.